# Абдул Калам
Авул Пакир Џајнулабдин Абдул Калам (там. அவுல் பகிர் ஜைனுலாப்தீன் அப்துல் கலாம்) био је индијски научник ваздухопловства и политичар који је обављао функцију председника Индије од 2002. до 2007.